# فرانسیسکو (قمر)
فرانسیسکو از قمرهای نامنظم و داخلی اورانوس است.
فرانسیسکو توسط ماتیو هولمن و برت جیمز گلدمن و همکارانشان در سال ۲۰۰۳ از روی تصاویر گرفته شده در سال ۲۰۰۱ کشف شد و با نام موقت اس/۲۰۰۱ یو سه نامیده شد. پس از تأیید با نام اورانوس XXII به نام فرانسیسکو یکی از قهرمانان  نمایشنامهٔ طوفان اثر ویلیام شکسپیر نامیده شد.